# D1 (Val-de-Marne)
De D1 is een departementale weg ten zuidoosten van Parijs in Créteil. De weg is 5,5km lang. De weg ontstaat in het begin bij de A86. Hij eindigt op een rotonde met de D19 en de D10.